# 2018년 아시안 게임 우슈 남자 장권
2018년 아시안 게임 우슈 종목의 남자 장권 경기는 2018년 8월 19일 자카르타 국제 엑스포장 B홀에서 진행된다.

## 일정
모든 시간은 인도네시아 서부 표준시 (UTC+07:00) 기준이다.
| 날짜            | 시간  | 종목 |
| --------------- | ----- | ---- |
| 2018년 8월 19일 | 09:00 | 결승 |